# Helen Lewis (periodista)
Helen Alexandra Lewis (30 de septiembre de 1983) es una periodista británica y redactora de The Atlantic. Es ex-editora adjunta del New Statesman y también ha escrito para The Guardian y The Sunday Times.

## Carrera
Después de graduarse en Oxford, obtuvo un diploma de posgrado en periodismo periodístico de la City University de Londres. Posteriormente, fue aceptada en el programa del Daily Mail para subeditores en prácticas, donde trabajó durante algunos años y más tarde se unió al equipo responsable de encargar artículos para el periódico. Fue nombrada miembro honoraria de escritura de Women in the Humanities en la Universidad de Oxford para 2018/2019, y desde 2019 ha estado en el comité directivo del Instituto Reuters de Periodismo en la Universidad de Oxford, donde dictó una conferencia sobre «Los fracasos del periodismo político», posteriormente adaptada como artículo de portada de New Statesman.
Fue nombrada editora adjunta del New Statesman en 2012, después de convertirse en editor asistente en 2010. Desde julio de 2019 es redactora de The Atlantic.
En 2018, entrevistó a Jordan Peterson para GQ, en un video que ha sido visto más de 69 millones de veces. Ha sido panelista en varias ocasiones en Have I Got News for You de la BBC.

## Difficult Women
El primer libro de Lewis, Difficult Women: A History of Feminism in 11 Fights, una historia de las batallas por los derechos de las mujeres, fue publicado por Jonathan Cape el 27 de febrero de 2020. Difficult Women apareció en la lista de «Libros para leer en 2020» del New Statesman y en la lista de «Libros de no ficción a tener en cuenta en 2020» de The Observer.

## Radiodifusión
En 2019, lanzó su serie de Radio 4, The Spark, una serie de entrevistas de formato largo con cada episodio dedicado a un solo invitado (o, en un caso, dos coautores). Las primeras cuatro series han sido recopiladas por Penguin como audiolibro. En 2021, la BBC emitió su serie documental de comedia Great Wives. En 2022, el podcast de ocho partes de Helen Lewis llamado The New Gurus se emitió en BBC Radio 4. En él, investigó la popularidad y la influencia de individuos carismáticos, desde Russell Brand hasta Jordan Peterson.
Desde junio de 2023, Helen Lewis presenta Page 94: The Private Eye Podcast, con Ian Hislop, Andrew Hunter Murray y Adam Macqueen, que cubre temas de actualidad y periodismo de investigación con un enfoque satírico.

## Puntos de vista sobre feminismo y cuestiones transgénero
En 2012, Lewis acuñó lo que ella misma llamó «Ley de Lewis»: «los comentarios sobre cualquier artículo sobre feminismo justifican el feminismo». En enero de 2013, editó una semana de artículos dedicados a temas transgénero en New Statesman, presentando artículos de escritores transgénero y no binarios, incluidos Juliet Jacques, Jane Fae y Sky Yarlett. En la introducción, escribió: «Para cualquiera interesado en la igualdad, debería ser obvio que las personas trans están sujetas a acoso simplemente por la forma en que expresan su identidad de género».
Si bien apoya el derecho de las personas transgénero a estar libres de acoso y abuso, en julio de 2017 escribió sobre sus preocupaciones de que la autodeterminación de género hiciera que los refugios para víctimas de violación fueran inseguros para las mujeres y condujera a un aumento de las agresiones sexuales en los vestuarios de mujeres, escribiendo: «En este clima, ¿quién desafiaría a alguien con barba que expone su pene en un vestuario de mujeres?».
En respuesta a las críticas por esos comentarios, Lewis dijo: «He tenido dos años tediosos de abuso en línea como transfóbica y 'TERF' o 'feminista radical transexcluyente', a pesar de mi creencia de que las mujeres trans son mujeres y los hombres trans son hombres, porque he expresado inquietudes sobre la autoidentificación y su impacto en los espacios de un solo sexo». En noviembre de 2020, debido a sus declaraciones, el desarrollador de juegos Ubisoft eliminó de Watch Dogs: Legion dos pódcast s políticos dentro del juego con la voz de Lewis.

## Vida personal
Lewis se educó en la St Mary's School de Worcester y luego estudió inglés en el St Peter's College de Oxford.
Se casó con el periodista del Guardian Jonathan Haynes en 2015. Se había casado anteriormente en 2010 y divorciado en 2013.